# Vicente Casanova y Marzol
Vicente Casanova y Marzol (ur. 16 kwietnia 1854 w Borja, zm. 23 października 1930 w Saragossie) – hiszpański duchowny katolicki, kardynał, arcybiskup Grenady. 

## Życiorys
Święcenia kapłańskie otrzymał w 1881 roku, zaś licencjat z teologii uzyskał w 1882 roku w Walencji. Pracował w diecezji Tarazona i Madrycie. 
19 grudnia 1907 roku otrzymał nominację na biskupa Almería, sakrę biskupią przyjął 25 marca 1908 roku w katedrze San Isidro w Madrycie z rąk abp. Antonio Vico nuncjusz apostolskiego w Hiszpanii. 7 marca 1921 roku przeniesiony na stolicę metropolitalną w Grenadzie. 
Na konsystorzu 30 marca 1925 roku papież Pius XI wyniósł go do godności kardynalskiej z tytułem kardynała prezbitera Ss. Vitale, Valeria, Gervasio e Protasio. 
Zmarł 23 października 1930 roku w Saragossie w czasie trwania III Narodowego Kongresu Katechetycznego. Pochowany w archikatedrze metropolitalnej w Grenadzie.